# Nautilus-X

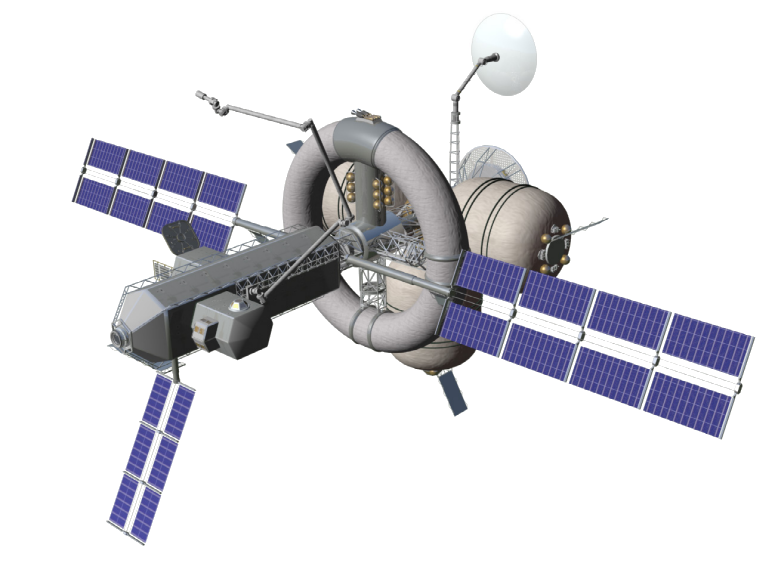
Nautilus-X

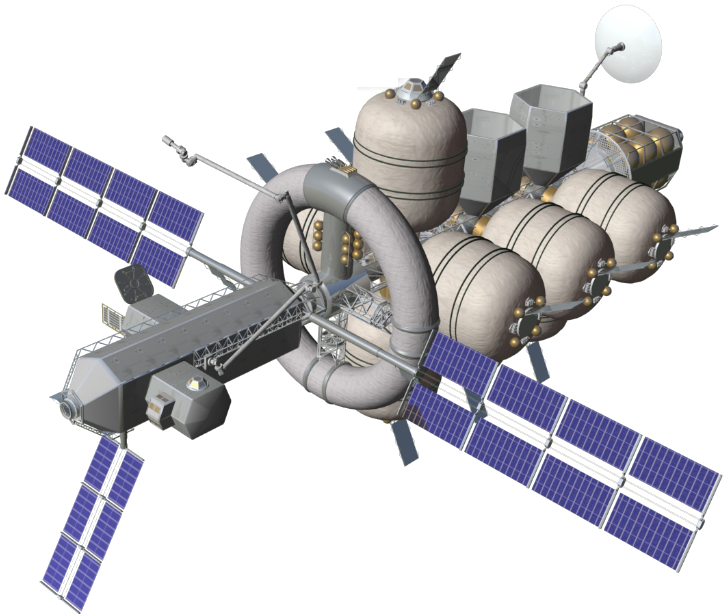
Version für Langzeitmissionen

Nautilus-X (Non-Atmospheric Universal Transport Intended for Lengthy United States eXploration) ist ein NASA-Konzept für ein bemanntes Raumfahrzeug, welches nicht mehr auf der Erde landen soll. Nautilus-X wurde vom Technology Applications Assessment Team der NASA entwickelt. Das Raumfahrzeug wurde für lang andauernde (1 bis 24 Monate) exoatmosphärische Weltraumreisen für 6 Personen entwickelt. Nautilus-X wird mit einer Zentrifuge ausgestattet, um die Auswirkungen der Schwerelosigkeit zu begrenzen.
Das Raumfahrzeug ist, verglichen mit anderen Weltraummissionen, relativ billig. So soll das Raumschiff 3,75 Milliarden US-Dollar kosten und in 64 Monaten Arbeit fertiggestellt werden.

## Ziele
Das ursprüngliche Ziel der Nautilus-X ist es, ein Zwischenstopp für Langzeitmissionen zum Mond oder Mars zu sein. Um die Routenplanung der Mission zu erleichtern würde die Nautilus-X zum Lagrangepunkt L1 oder L2 gebracht werden.
Sie wäre im Notfall auch als Notfallstation oder Krankenhaus für Besatzungen aktueller anderer Mission geeignet.
Andere Ziele sind:
- Unterstützung langandauernder Missionen mit bis zu sechs Personen
- selbstversorgend und eigene Stromversorgung über die gesamte Missionsdauer (1–24 Monate)
- fähig zu Weltraumreisen
- Unterstützung bemannter Landungen auf Himmelskörpern und anschließender Rückkehr
- Unterstützung externer wissenschaftlicher Nutzlasten
- rein weltraumfähiges Vehikel (keine Atmosphäreneintritte)
- Entwurf eines Vielzweck-Mannschaften-Vehikels, das den Anforderungen des NASA Authorization Act von 2010 entspricht

## Aufbau
Das Raumfahrzeug ist modular aufgebaut, so kann sie je nach Mission spezifisch ausgestattet werden. So kann die Nautilus-X mit verschiedenen Antriebsmodulen, Manipulatorarmen, Andockports für die Raumschiffe Orion oder Dragon und/oder einer Landungsfähre für die Landung auf dem Mond oder Mars genutzt werden. So könnte theoretisch der Motor und der Kraftstoff missionsabhängig ausgetauscht werden.
Auf der gegenüberliegenden Seite der Andockports liegt die Zentrifuge, die mit einem dynamischen Ring-Schwungrad ausgestattet ist. Hinter der Zentrifuge sind Wasser- und Wasserstoff-Slush-Tanks, die zur Strahlungsminderung für die Mannschaft in der Zentrifuge, durch die Schaffung von sicheren Zonen dienen. Hinten in der Nautilus-X sind die Antriebs- und Kommunikationssysteme.
In der Standardversion wird die Nautilus-X nur drei unter Druck stehende Module haben, für Langzeitmissionsversionen kann Nautilus-X mit zusätzlichen Modulen ausgestattet werden.